# Frans de Bruijn Kops
George François "Frans" de Bruijn Kops (Benkoelen, 28 de outubro de 1886 - 22 de novembro de 1979) foi um futebolista neerlandês, medalhista olímpico.
Frans de Bruijn Kops competiu nos Jogos Olímpicos de Verão de 1908 em Londres. Ele ganhou a medalha de bronze.